# Süderhastedt
Süderhastedt er en by og kommune i det nordlige Tyskland, beliggende i Amt Burg-Sankt Michaelisdonn under Kreis Dithmarschen. Kreis Dithmarschen ligger i den sydvestlige del af delstaten Slesvig-Holsten.

## Geografi
Kommunen er beliggende på Heide-Itzehoer Geest. Ud over Süderhastedt, ligger landsbyerne Neuhof, Kleinrade og Kleinhastedt i kommunen.